# MC2R
MC2R (англ. Melanocortin 2 receptor) – білок, який кодується однойменним геном, розташованим у людей на короткому плечі 18-ї хромосоми. Довжина поліпептидного ланцюга білка становить 297 амінокислот, а молекулярна маса — 33 927.
| 10         |  | 20         |  | 30         |  | 40         |  | 50         |
| ---------- |  | ---------- |  | ---------- |  | ---------- |  | ---------- |
| MKHIINSYEN |  | INNTARNNSD |  | CPRVVLPEEI |  | FFTISIVGVL |  | ENLIVLLAVF |
| KNKNLQAPMY |  | FFICSLAISD |  | MLGSLYKILE |  | NILIILRNMG |  | YLKPRGSFET |
| TADDIIDSLF |  | VLSLLGSIFS |  | LSVIAADRYI |  | TIFHALRYHS |  | IVTMRRTVVV |
| LTVIWTFCTG |  | TGITMVIFSH |  | HVPTVITFTS |  | LFPLMLVFIL |  | CLYVHMFLLA |
| RSHTRKISTL |  | PRANMKGAIT |  | LTILLGVFIF |  | CWAPFVLHVL |  | LMTFCPSNPY |
| CACYMSLFQV |  | NGMLIMCNAV |  | IDPFIYAFRS |  | PELRDAFKKM |  | IFCSRYW    |

A: Аланін

C: Цистеїн

D: Аспарагінова кислота

E: Глутамінова кислота

F: Фенілаланін

G: Гліцин

H: Гістидин

I: Ізолейцин

K: Лізин

L: Лейцин

M: Метіонін

N: Аспарагін

P: Пролін

Q: Глутамін

R: Аргінін

S: Серин

T: Треонін

V: Валін

W: Триптофан

Кодований геном білок за функціями належить до рецепторів, g-білокспряжених рецепторів, білків внутрішньоклітинного сигналінгу. 
Локалізований у клітинній мембрані, мембрані.